# Championnats d'Asie de BMX 2019
Navigation
Édition précédente Édition suivante
Les championnats d'Asie de BMX 2019 ont lieu le 13 avril 2019 à Nilai en Malaisie.

## Podiums
| Épreuves            | Or               | Argent                | Bronze                |
| ------------------- | ---------------- | --------------------- | --------------------- |
| Épreuves masculines |                  |                       |                       |
| Élites hommes       | Jukia Yoshimura  | I Gusti Bagus Saputra | Rio Akbar             |
| Juniors hommes      | Patrick Bren Coo | Methasit Boonsane     | Soma Hashimoto        |
| Épreuves féminines  |                  |                       |                       |
| Élites femmes       | Kanami Tanno     | Yan Lu                | Peng Na               |
| Juniors femmes      | Jui Yabuta       | Tanaporn Tothong      | Panatda Buranaphawang |